# Gerichtsbezirk Stulpikany
Der Gerichtsbezirk Stulpikany (rumänisch: Stulpicani; ruthenisch: Sztulpikany) war ein dem Bezirksgericht Stulpikany unterstehender Gerichtsbezirk im Herzogtum Bukowina. Der Gerichtsbezirk umfasste Gebiete im Süden der Bukowina bzw. im heutigen Rumänien. Nach dem Ersten Weltkrieg musste Österreich den gesamten Gerichtsbezirk an Rumänien abtreten, nach dem Zweiten Weltkrieg verblieb das Gebiet bei Rumänien. Er ist heute Teil des Kreises Suceava.

## Geschichte
Im Zuge der Neuordnung des Gerichtswesen im Kaisertum Österreich waren im Juni 1849 die allgemeinen Grundzüge der Gerichtsverfassung in den Kronländern durch Kaiser Franz Joseph I. genehmigt worden. Hierauf ließ Justizminister Anton von Schmerling Pläne zur Organisierung des Gerichtswesens in der Bukowina ausarbeiten, die der Kaiser am 6. November 1850 per Verordnung ebenfalls genehmigte. Mit der Reorganisation ging die Abschaffung der landesfürstlichen Gerichte ebenso wie der Patrimonial-Gerichte einher, wobei Schmerling ursprünglich die Errichtung von 17 Bezirksgerichten plante und die Bukowina dem Oberlandesgericht Stanislau unterstellt werden sollte. Schließlich schufen die Behörden nur 15 Bezirksgerichte, die man dem Landesgericht Czernowitz bzw. dem Oberlandesgericht Lemberg zuordnete. Das Gebiet des späteren Gerichtsbezirks Stulpikany gehörte zunächst zum Gerichtsbezirk Kimpolung der dem Untersuchungsgericht für Verbrechen und Vergehen in Suczawa unterstellt war. Im Zuge der Trennung der politischen von der judikativen Verwaltung bildete der Gerichtsbezirk Kimpolung ab 1868 gemeinsam mit dem Gerichtsbezirk Dorna Watra den Bezirk Kimpolung. Per 28. März 1870 kam es im Zuge einer Reform der Gerichtsbezirke zu weitreichenden Gebietsänderungen zwischen den Gerichtsbezirken der Bukowina, wobei der Gerichtsbezirk Kimpolung durch die Reform um Gemeinden aus dem Gerichtsbezirk Gurahumora erweitert wurde. 1903 wurde auf dem Gebiet des Bezirks Kimpolung zusätzlich die Schaffung des Gerichtsbezirk Stulpikany verordnet, der aus den Gemeinden Bukschoja, Dorothea-Plotonitza, Dzemine, Frassin. Negrilasa, Ostra, Schwarzthal, Slavtiora und Skulpikany aus dem Gerichtsbezirk Kimpolung gebildet wurde. Bis diese Schaffung amtswirksam wurde, dauerte es jedoch bis zum 1. September 1910.